# Callitris
 Callitris és un gènere de coníferes de la família Cupressaceae. Té espècies a Austràlia i a Nova Caledònia.
El 2010, van ser desenterrats a Tasmània les primers fulles i cons fossilitzats de  Callistris, de l'Oligocè. Als fòssils es va donar el nom Callitris leaensis i representen la més antiga representació coneguda del gènere.

## Espècies
El gènere Callitris inclou 20 espècies de les quals 17 són originàries d'Austràlia i 3 (C. neocaledonica, C. pancheri i C. sulcata) endèmiques de Nova Caledònia:

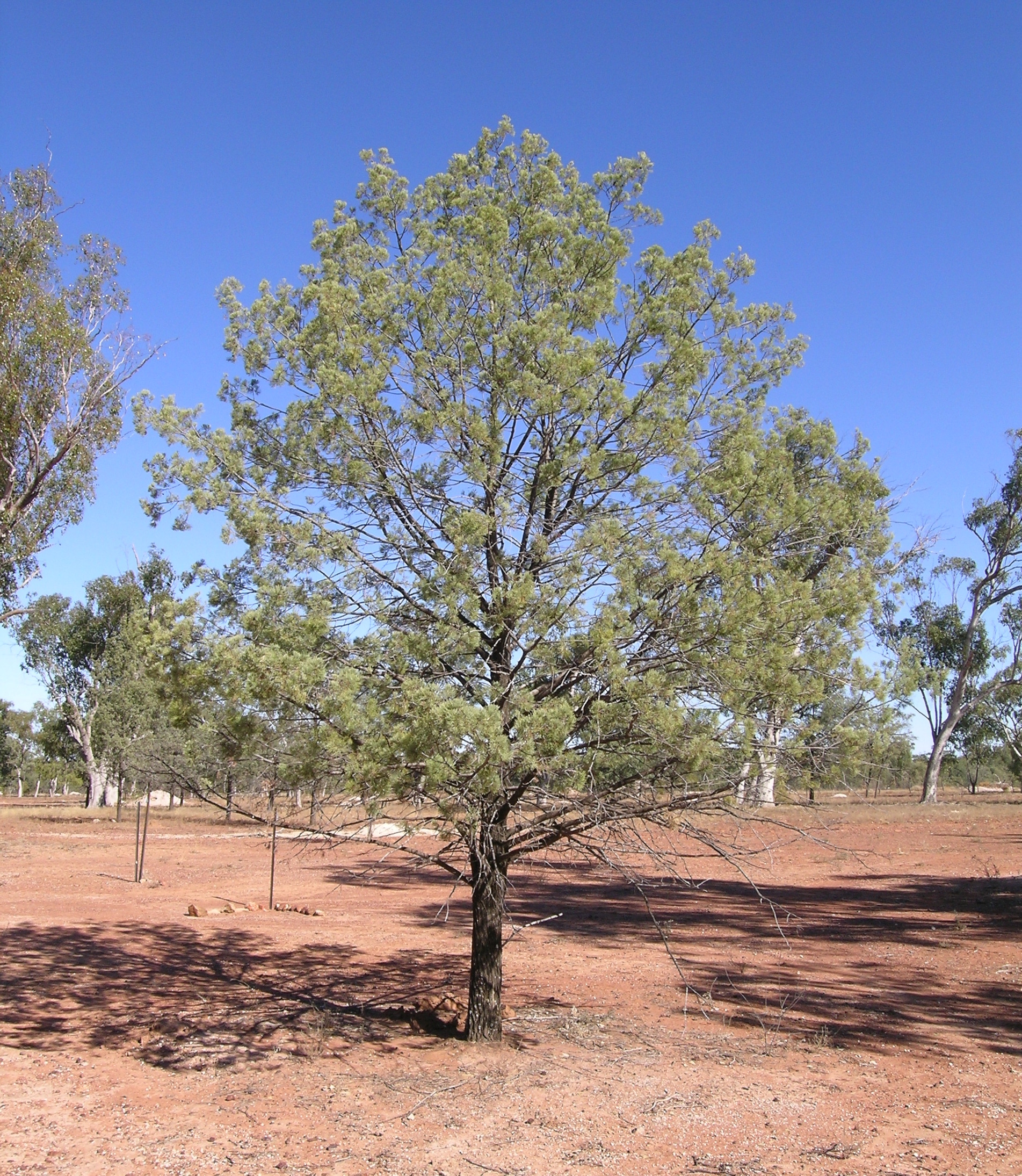
Callitris acuminata
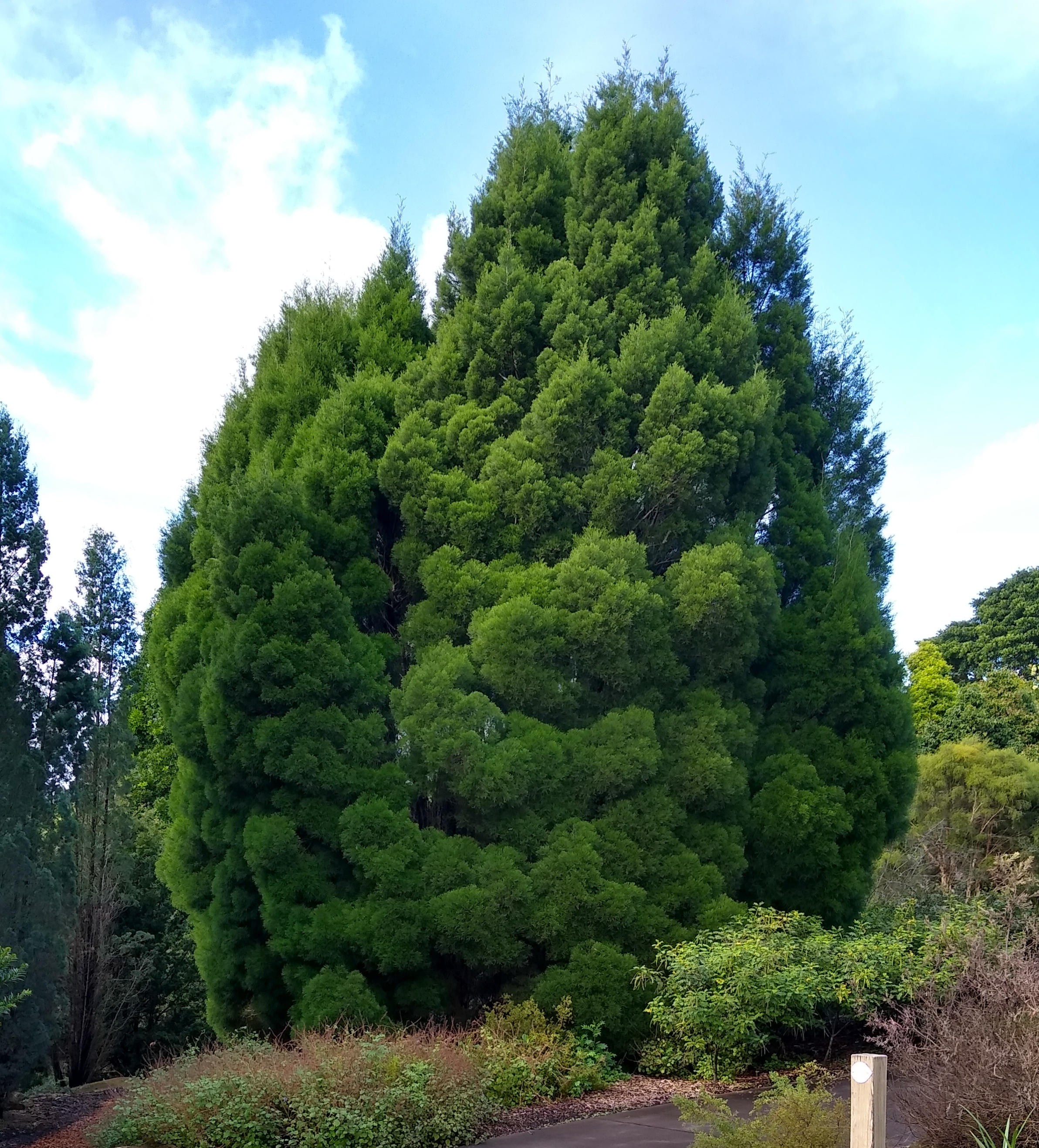
Callitris arenaria
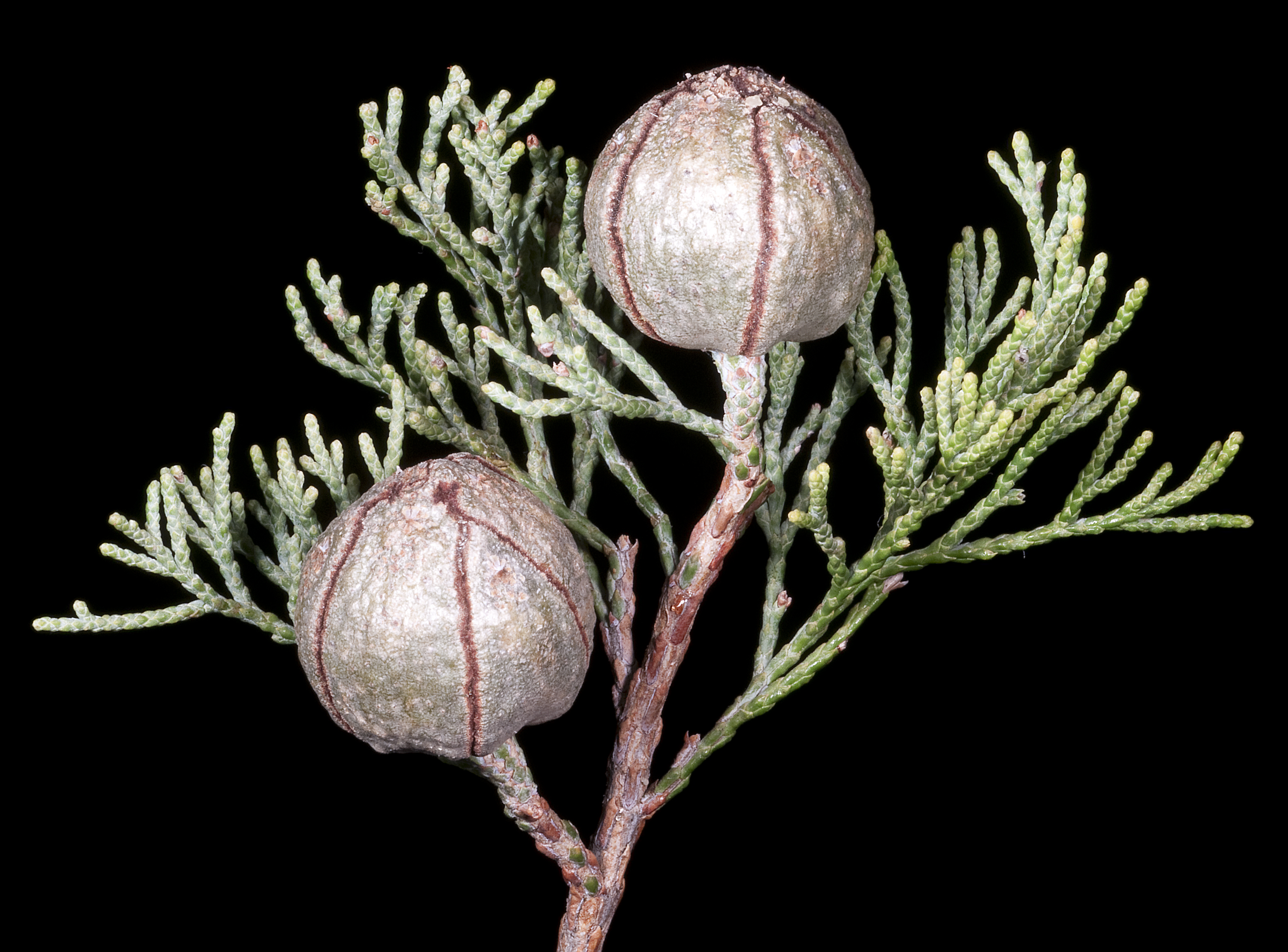
Callitris baileyi
- Callitris canescens
- Callitris columellaris
- Callitris drummondii
- Callitris endlicheri
- Callitris macleayana
- Callitris monticola
- Callitris muelleri
- Callitris neocaledonica
- Callitris oblonga
- Callitris pancheri
- Callitris preissii
- Callitris pyramidalis
- Callitris rhomboidea
- Callitris roei
- Callitris sulcata
- Callitris tuberculata
- Callitris verrucosa

- Callitris columellaris
- Callitris baileyi
- Callitris canescens